# Christian Bürger
Christian Bürger, latinisiert Christianus Buergerus, (* 1. Januar 1621 in Dresden; † 23. Mai 1677 ebenda) war ein deutscher Mediziner. Er war Hofarzt der albertinischen Wettiner in der sächsischen Residenzstadt Dresden.

## Leben
Christian Bürger war der Sohn des Diakons an der Kreuzkirche in Dresden, Friedrich Bürger (1592–1634), doch verlor er bereits frühzeitig den Vater, als er gerade 13 Jahre alt war.
1641 wurde er an der Universität Jena immatrikuliert, wo er noch 1648 als Respondent erscheint.
Unter Kurfürst Johann Georg I. von Sachsen erfolgte seine Ernennung zum kurfürstlich-sächsischen Hofarzt. Dem Kurfürsten stand er bis zu dessen Tod im Jahre 1656 als Mediziner hilfreich zur Seite und tat dies auch für dessen Sohn und Nachfolger, Kurfürst Johann Georg II. von Sachsen, den er in allen medizinischen Fragen beriet. Außerdem hatte er in Dresden eine eigene Arztpraxis, durch die er sich Ansehen bei der Bevölkerung erwarb.
Christian Bürger unternahm mehrere Bildungsreisen mit medizinischen Freunden, darunter mit dem Schweizer Arzt Johann Jacob Wepfer. So reiste er zweimal vom italienischen Padua aus auf den Berg Baldus im Veronesischen Gebirge.
Nach seinem Tod am 23. Mai wurde die ihm zu Ehren gehaltene Leichenpredigt mit Lebenslauf von Samuel Benedict Carpzow, dem damaligen Oberhofprediger und Kirchenrat aus Dresden, in Druck herausgegeben. Sie umfasst 47 Seiten und erschien im Todesjahr 1677. Seine feierliche Beisetzung fand am 30. Mai 1677 in der alten Frauenkirche in Dresden statt.
Christian Bürger hinterließ die drei Söhne Christian, der Rechtswissenschaften studierte, Johann Christoph und Gottfried Siegmund Bürger. Die beiden Letzteren waren beim Tod des Vaters noch minderjährig.